# Nokia 1116
Nokia 1116 – telefon, który jest następcą modelu Nokia 1112. Korzysta z systemów GSM 900 oraz 1800. Telefon posiada system głośnomówiący, a także latarkę. Jego wymiary to 102x44,1x17,5 mm, a pojemność akumulatora wynosi 700 mAh. Czas gotowości 365 godzin. Czas rozmów 7 godzin. Wyświetlacz monochromatyczny LCD o wymiarach 96 x 68 mm.